# Flamenca
Pour les articles homonymes, voir Flamenca (homonymie).
Flamenca est un roman en langue occitane du début du XIIIe siècle rédigé par le troubadour Daude de Pradas, originaire du Rouergue.
La trame du roman a lieu à Bourbon, dans le nord du Bourbonnais, et la pièce est rédigée dans le parler occitan rouergat avec un substrat auvergnat dans le vocabulaire.
Considéré comme le prototype du roman d'amour courtois, il n'existe que par un seul manuscrit, auquel manquent le début, une partie au milieu, et la fin. Ce manuscrit est conservé à la Bibliothèque municipale de Carcassonne.

## Synopsis
L'action se déroule autour du triangle : le mari, la femme, l'amant. Le mari est Archambaut, seigneur de la ville de Bourbon-l'Archambault, son épouse Flamenca (« Flamboyante »), et l'amant, un jeune chevalier nommé Guillaume. L'action, du moins dans ce qui nous en est resté, commence par le mariage somptueux d'Archambaut et de Flamenca. Mariage de convention, qui avait pourtant tout pour réussir. Mais Archambaut est bientôt gagné par la jalousie et va tout faire pour soustraire son épouse aux regards et aux convoitises. Personnage conventionnel, récurrent dans les romans et nouvelles qui en ont créé un genre (castia gilos ou châtiment du jaloux), le mari jaloux de Flamenca est traité avec une acuité psychologique d'une grande modernité. Quant au jeune homme, il va suivre le parcours de l'amour courtois : il apprend l'existence de la Dame par sa seule réputation, en conçoit un grand amour et décide de tout mettre en œuvre pour parvenir jusqu'à elle. Tâche de longue haleine, car de multiples obstacles s'opposent à son projet : l'union charnelle et spirituelle des deux amants.

## Recherches

### Dialecte employé
Les dernières recherches tendent à démontrer que le dialecte utilisé est le rouergat (variante du languedocien) mais un important substrat auvergnat démontre que le texte était dédié à un lectorat de Basse-Auvergne. Jean-Pierre Chambon s'appuie notamment sur une partie du vocabulaire du texte qu'il montre comme étranger au Rouergue et au contraire présent dans l'aire septentrionale de l'auvergnat (evesque, cabessa, flar et le nom palatalisé de Flamenca, Flamencha, etc.). Certaines parties du texte sont également inspirées de strophes du troubadour clermontois Peire Rogier.

### Datations
Les premières datations avancées par Zufferey et Fasseur, reprises par René Nelli, étaient de la fin du XIIIe siècle. Les recherches plus récentes menées par le linguiste Jean-Pierre Chambon (2018), spécialiste de l'ancien occitan, ou encore Colette Vialle ont permis de situer sa rédaction au cours de la première moitié du XIIIe siècle et plus précisément autour de 1223.

## Postérité
L'autrice-compositrice-interprète catalane Rosalía a composé son album El mal querer autour de ce roman.